# 脆珊瑚副脊介
脆珊瑚副脊介（学名：Paranesidea fracticorallicola）为土菱介科副脊介屬下的一个种。